# Hashtpar
Hashtpar (persiska: هشتپر) är en kommunhuvudort i Iran.   Den ligger i provinsen Gilan, i den nordvästra delen av landet, 300 km nordväst om huvudstaden Teheran. Hashtpar ligger 81 meter över havet och antalet invånare är 45 305.
Terrängen runt Hashtpar är kuperad västerut, men österut är den platt. Terrängen runt Hashtpar sluttar österut. Runt Hashtpar är det ganska glesbefolkat, med 45 invånare per kvadratkilometer. Hashtpar är det största samhället i trakten. Trakten runt Hashtpar består till största delen av jordbruksmark.